# Gewone rolklaver
Gewone rolklaver (Lotus corniculatus  var.  corniculatus) is een variëteit van de plantensoort Lotus corniculatus. Deze variëteit komt in Nederland algemeen voor. De naam rolklaver is aan de plant gegeven vanwege de ronde peulen.

## Determinatie
Gewone rolklaver is een vaste, kruidachtige plant. De plant bereikt een hoogte van 5–25 cm. De liggende tot opstijgende stengels zijn niet hol, dit in tegenstelling tot die van moerasrolklaver. De vaak behaarde, omgekeerd eironde tot ovale blaadjes zijn in vijven gegroepeerd, waarbij de onderste twee kleiner zijn en gescheiden van de bovenste drie. De onderste twee bladeren lijken op steunblaadjes, maar zijn dat niet.
De bloeiperiode loopt van mei tot september met een hoogtepunt in juni. De bloeiwijze is een scherm met tot circa zeven gele tot oranje, 15 mm grote bloemen. De bloemknop is meestal rood. De vrucht is een ronde, circa 4,5 cm lange, gladde peul. Niet alle bloemen groeien uit tot zaad.
Het aantal chromosomen is 2n = 24.
Gewone rolklaver lijkt wat op veldlathyrus (Lathyrus pratensis). De bladeren en bloemen verschillen: de bloemen van de veldlathyrus kleuren niet oranje en de veldlathyrus heeft de bladeren meer in paren staan.

## Ecologie
Gewone rolklaver groeit vooral op matig voedselrijke grond; de plant komt voor in de duinen en in laag grasland.
De plant komt van nature voor in Eurazië en Noord-Afrika en is geïmporteerd in Noord-Amerika en wordt daar ook voor het winnen van veevoer gebruikt.

### Fauna
Gewone rolklaver is waardplant voor de sint-jansvlinder (Zygaena filipendulae), het icarusblauwtje (Polyommatus icarus), boswitje (Leptidea sinapis) en het ernstig bedreigde bruin dikkopje (Erynnis tages). Ook de mi-vlinder (Euclidia mi), het zwartsprietdikkopje (Thymelicus lineola), het klein geaderd witje (Pieris napi) en het heideblauwtje (Plebejus argus) bezoeken deze plant.
Voor diverse solitaire bijen, zoals de grote harsbij (Anthidium byssinum), kleine wolbij (Anthidium punctatum), het zilveren fluitje (Megachile leachella), de boommetselbij (Osmia parietina) en de goudenslakkenhuisbij (Osmia aurulenta) is deze plant een drachtplant. Ze verzamelen nectar en stuifmeel. Ook bevliegen diverse soorten hommels deze plant, onder andere de steenhommel (Bombus lapidarius).

## Fotogalerij

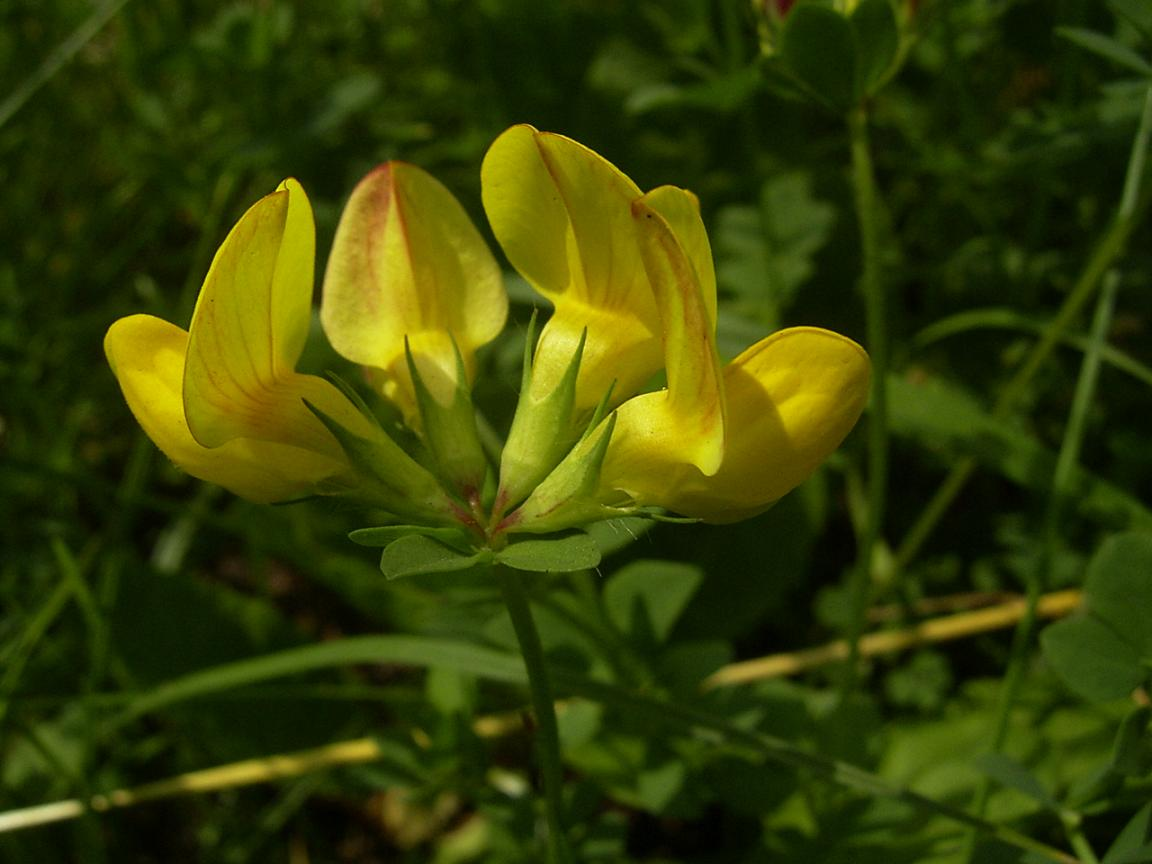
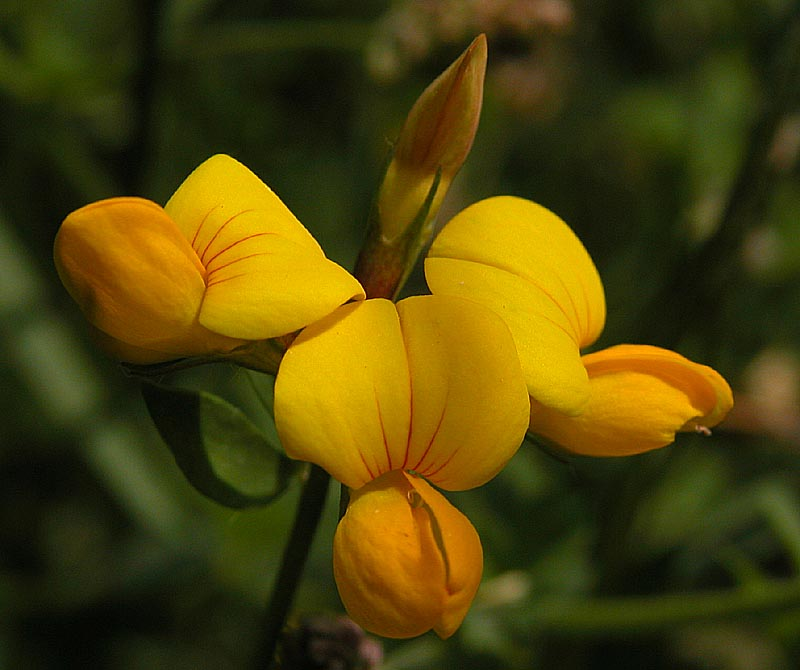